# Національна наукова медична бібліотека України
Національна наукова медична бібліотека України (ННМБУ)  – провідна науково-інформаційна установа у сфері охорони здоров’я, одна з найбільших у Європі система фондів літератури медико-біологічного спрямування, національне книгосховище колекції видань медичного профілю (понад 1 млн 600 тис. примірників 35 мовами світу). 
Бібліотека забезпечує доступ до світових інформаційних ресурсів і на основі впровадження новітніх технологій здійснює забезпечення інформаційних потреб всіх категорій спеціалістів галузі охорони здоров’я, а також спеціалістів суміжних галузей знань на засадах доступності, оперативності та комфортності.
ННМБУ є провідним науково-дослідним осередком, що здійснює біографічні дослідження та історичні розвідки з питань історії медицини; виконує функції організаційного і науково-методичного центру мережі медичних бібліотек України; освітньої і соціокультурної установи; державного депозитарію; центру галузевого документообміну і патентної, нормативно-технічної документації медичної науки і охорони здоров’я.
Бібліотека добре відома у світі, підтримує багаторічні міжнародні зв’язки, понад 10-річчя реалізує проект «Польська медична бібліотека у Києві імені Збігнєва Реліги» за партнерської співпраці з Посольством Республіки Польща в Україні.

## Історія
Національна наукова медична бібліотека України заснована 6 листопада 1930 року як Київська крайова медична бібліотека Народного Комісаріату охорони здоров’я УСРР. Розташовувалася книгозбірня у Київському Будинку вчених. Початковий фонд становив 1 500 книг і журналів. У бібліотеці працювало 2 бібліотекаря, які за рік обслуговували близько 200 медиків. Перший директор бібліотеки – лікар В. Коган. У 1934 р. бібліотека переїхала в приміщення університетської бібліотеки по вулиці Володимирській, 58. Серед перших читачів бібліотеки — видатні вчені-медики: Олександр Богомолець, Микола Стражеско, Олексій Кримов, Василь Чаговець, Феофіл Яновський, Лев Громашевський, Дмитро Чеботарьов. Рідна сестра Лесі Українки Ольга Петрівна Косач-Кривинюк працювала у бібліотеці з 1.05.1935 по 1943 роки бібліографом-референтом та здійснювала письмові переклади медичної літератури.
У травні 1939 року створено методичне бюро і бібліотека починає виконувати обов’язки та роль республіканського методичного центру для 248 профільних медичних бібліотек Правобережної України. 
Під час Другої світової війни фонд, документація та майно бібліотеки було знищено. У вогні загинуло майже 500 тис. примірників літератури. Навесні 1944 року бібліотека відновила свою діяльність. У серпні 1946 року книгозбірню перейменовано в Республіканську наукову медичну бібліотеку та затверджено штат у кількості 57 осіб. 
У липні 1957 року в бібліотеці створено перший в УРСР довідково-реферативний відділ на повній самоокупності. З 1969 року у бібліотеці функціонує один з найбільших фондів патентної та нормативно-виробничої медичної документації. З 30 червня 1969 року почав свою історію відділ іноземної літератури, відбувається налагодження та зміцнення міжнародних контактів.
До кінця 60-х років бібліотека, змінивши декілька приміщень, розташовувалася у напівпідвальному приміщенні житлового будинку по вулиці Горького, 19/21 (нині вул. Антоновича), а майже 800-тисячний фонд зберігався в 13-х орендованих підвалах на вулицях Саксаганського, Заньковецької, Дарвіна, Тарасівській та ін.
Наприкінці 1969 року бібліотека переїхала до  фамільної будівлі відомої родини меценатів, цукрозаводчиків Терещенків за адресою вулиця Льва Толстого, 7. Бібліотека отримала на баланс занедбану будівлю, що потребувала капітального ремонту. У 1969 році розпочалася масштабна відбудова, кропіткі реставраційні роботи та реконструкція. Впродовж 700 днів у бригадах по 15–20 чоловіків щоденно брали участь у ремонтних роботах всі співробітники бібліотеки на чолі з директором Федором Хмарою.
8 грудня 1971 року бібліотека гостинно відчинила свої старовинні двері читачам. Червону стрічку урочисто перерізав Міністр охорони здоров’я УРСР Василь Братусь. З 1973 року бібліотека виконує функції координаційного центру науково-дослідної роботи мережі медичних бібліотек. Від 29 жовтня 1975 року бібліотеку офіційно визнано Державним депозитарієм медичної літератури і затверджено центром галузевого документообігу.
У 1976 році ННМБУ отримала І категорію за основними показниками і обсягом фондів і увійшла до першої сімки найзначущих бібліотек СРСР. У 1980 році Республіканська наукова медична бібліотека отримала назву імені Д. І. Ульянова. 
У 1983 році будівлі бібліотеки, збудованій наприкінці ХІХ ст. за проєктом архітектора Петра Бойцова та за участю Павла Голландського, було надано статус пам’ятки архітектури. У 1989 році започатковано міжнародний книгообмін.
У 1992 році бібліотеку перейменовано у Державну наукову медичну бібліотеку Міністерства охорони здоров'я України.  У 1992 році вперше були закуплені комп’ютери. У 1996 році відбувся вихід у світовий інформаційний простір, підключення до мережі Інтернет.
2000 року бібліотека стала учасницею проекту «Електронна інформація для бібліотек» (eIFL), членом Консорціуму бібліотек України і користувачем ресурсів видавництва періодики «EBSCO Publishing». 
У 2002 році створено вебсайт бібліотеки та онлайновий доступ до електронного каталогу. 21 травня 2002 року в бібліотеці встановлено сучасне технічне обладнання, відкрито інформаційно-комп’ютерний центр за підтримки Всесвітнього ротарійського руху, зокрема Ротарі-клубів Німеччини, Австралії, а також Австралійської фундації допомоги дітям Чорнобиля. 
У 2004 році відбулося впровадження Проекту корпоративної каталогізації мережі медичних бібліотек України. 
2006 р. ННМБУ отримала грант з Канади на встановлення мережі Wi-Fi.
У 2006 році надано статус національної — Національна наукова медична бібліотека України.
У 2009 році започатковано Проект ретроспективної конверсії карткових каталогів. 
У 2010 році у форматі спільного проєкту з Окружною лікарською палатою у Варшаві, за підтримки Посольства Польщі в Україні у ННМБУ відкрито Польську медичну бібліотеку у Києві. В 2017 році їй присвоєно ім’я видатного польського кардіохірурга професора Збігнєва Реліги. 
З 2021 року ННМБУ є Центром іспитування для осіб, які зобов’язані володіти та застосовувати державну мову під час виконання службових обов’язків згідно Договору з Національною комісією зі стандартів державної мови.

### Назви
Київська крайова медична бібліотека Народного Комісаріату охорони здоров’я УСРР (1930)
Республіканська наукова медична бібліотека Міністерства охорони здоров’я УРСР (1946)
Республіканська наукова медична бібліотека імені Д. І. Ульянова МОЗ УРСР (1980)
Державна наукова медична бібліотека МОЗ України (1992)
Національна наукова медична бібліотека України (2006)

### Очільники
В. Коган (1930–1932)
Еммануїл Бергер (1932–1935) 
Євген Закржевський (1935 – 1937)
Василь Магеровський (1937 – 1941, 1944 – 1948)
Олексій Бурба (1948 – 1955)
Федір Хмара (1955 – 1975) 
Раїса Павленко (1975 – 2018)
Аурелія Відьма (2019)
Тетяна Остапенко (2019 – по т. ч.)

### Структура та штат
Структура ННМБУ: адміністрація, 18 структурних відділів, 16 секторів. У бібліотеці функціонують унікальні структурні підрозділи: Польська медична бібліотека імені професора Збігнєва Реліги, відділ патентної та нормативної документації та сектор перекладів наукової літератури.
Штат бібліотеки нараховує 178 працівників (бібліотекарів та технічного персоналу).

### Нагороди
- Почесна Грамота Президії Верховної Ради УРСР (1980)
- Медаль Академії медичних наук України (2005)
- Почесна Грамота Академії медичних наук України (2005)
- Почесна Грамота Кабінету Міністрів України (2005)
- Срібна медаль Сенату Республіки Польща (2013)
- Грамота Міністерства культури України та Української бібліотечної асоціації (2014)
- Відзнака Ради Київської міської профспілки працівників охорони здоров`я «За активне впровадження наукових медичних знань та культури і духовності в широкі кола медичних працівників, популяризацію наукових та творчих робіт видатних діячів галузі» (2015)
- Пам`ятний знак «Відзнака Національної медичної академії післядипломної освіти імені П.Л. Шупика» (2015)
- Почесна відзнака Сенату Республіки Польща (2017)
- Відзнака «Гордість медицини України» Українського медичного клубу (2018)
- Подяка Командування Медичних сил Збройних Сил України (2021)

## Фонд бібліотеки
Основу фонду ННМБУ складає література медико-біологічного спрямування. Станом на 01.01.2022 р. фонд бібліотеки становить понад 1 млн. 600 тис. примірників, з яких понад 390 тис. примірників — іноземні видання, понад 260 тис. примірників патентної документації і близько 330 тис. примірників авторефератів та дисертацій.
Книжкові зібрання бібліотеки є національним культурним надбанням країни, що охороняється державою. Близько 20 тисяч видань включені до «Державного реєстру національного культурного надбання». Фонди рідкісних та раритетних видань відображають розвиток світової медицини, починаючи від книг античних лікарів та епохи Відродження: Гіппократа, Клавдія Галена, Андреаса Везалія, Вільяма Гарвея. У фонді зберігаються книги видатних вчених XVI—XIX. Особливого значення мають ті, що надруковані до 1860 року гражданським шрифтом. Це книги за авторства Петра Бутківського, Іллі Буяльського, Вільгельма Ріхтера, Рудольфа Вірхова, Егора Гордієнко, Карла Веллера, Олександра Матвєєва, Моріца Генріха Ромберга та інших.
Значна частина рідкісного фонду ННМБУ — це багаторічні комплекти дореволюційних наукових журналів. Серед них: «Deutsche medizinische wochenschrift» (з 1877 р.), Lancet (з 1892 р.), «JAMA» (з 1909 р.) та багато інших. Цінна частина зібрань бібліотеки — праці класиків медицини ХІХ–ХХ ст., до яких належать твори велетнів світової медичної думки Миколи Пирогова, Сергія Боткіна, І. І. Мечникова, І. М. Сєченова, І. П. Павлова, О. О. Богомольця, Д. К. Заболотного, В. П. Філатова, М. Д. Стражеска, Ф. Г. Яновського, Володимира Високовича, Василя Образцова, Володимира Караваєва; видатних зарубіжних учених-медиків Луї Пастера, Роберта Коха, Теодора Більрота, Бернара Клода, Теодора Більрота, Мантегацца Паоло, Траубе Людвіга, Сергія Федорова, Тихона Юдіна та інших. Серед творів значна частина прижиттєвих видань.

### Колекції
Особливе місце у фонді ННМБУ займають колекції «Медична україніка» і «Художня творчість українських медиків». Це дари відомих вчених-медиків у вигляді окремих видань та особистих бібліотек, що нараховують понад 20 тисяч примірників. Перші зібрання колекцій з'явились у 60-х роках ХХ століття.
Колекція «Медична україніка» включає 42 персональні колекції видань видатних українських лікарів із дарчими написами та автографами. Зокрема, в бібліотеці зберігаються видання: Якова Фрумкіна, Льва Громашевського, Юрія Бернадського, Михайла Амосова, Олександра Возіанова, Олександра Шалімова, Андрія Ромоданова, Вілена Барабоя, Івана Чекмана, Ісаака Трахтенберга, Євгена Товстухи, Віталія Западнюка, Катерини Захарії, Івана Зозулі, Юрія Квітницького-Рижова, Євгенії Коханевич, Бориса Криштопи, Володимира Паська, Георгія Педаченка, Любомира Пирога, Владислава Безрукова, Григорія Писемського, Анатолія Позмогова, Миколи Поліщука, Валерія Саєнка, Андрія Сердюка, Олександра Толстанова, Федора Трінуса, Івана Чекмана, Анатолія Чумака, Віталія Цимбалюка та ін.
Великий внесок у поповнення колекції зробила українська діаспора, зокрема: Ярослав Ганіткевіч, Павло Пундій, Григорій Малиновський, Ігор Галярник, Ірина Доценко та ін.
Колекція «Художня творчість українських медиків» є унікальною та нараховує понад 250 назв художніх творів та творів образотворчого мистецтва медичних працівників України. Серед них: книги Юрія Віленського «Академик Елена Лукьянова», «Доктор Булгаков»; збірка віршів Антона Попова «Яблочный шар»; роман-оповідання Юрія Щербака «Знаки», «Чорнобиль», «Світлі танці минулого»; повість Володимира Войтенка «Гоголь. Геній та божевілля», «З хроніки життя і творчості Миколи Гоголя», «Гоголь. На ріках вавилонських»; романи Володимира Паська «Ночь забытых песен», «Час прощення», «Пора истины»; добірка оповідань, новел, діалогів та роздумів Віталія Коломійцева «На хвилі життя»; альбом репродукцій власних художніх полотен Владислава Безрукова; книга Василя Шендеровського «Нехай не гасне світ науки», яка містить 51 нарис про українських вчених-медиків тощо.

### Електронні ресурси
З 1993 р. ННМБУ працює з науковими електронними ресурсами. Науково-інформаційне забезпечення закладів охорони здоров'я та окремих медичних працівників здійснює відділ інформаційних технологій у координації з іншими відділами.
У 2002 р. створено вебсайт бібліотеки. У 2014 р. сайт було оновлено і визнано найкращим у Всеукраїнському конкурсі Української бібліотечної асоціації. У 2017 та 2021 р. здійснено редизайн вебсайту. Інформація на сайті доступна трьома мовами: українською, англійською, польською.
Станом на 01.01.2022 р. через вебсайт бібліотеки користувачам надається доступ до 38 відкритих інформаційних ресурсів, 18 — ліцензованих (тільки для користувачів бібліотеки), 3 — платних, а також до 68 світових інформаційних баз даних. Користування передплаченими ліцензійними ресурсами можливе лише з комп'ютерів у приміщенні бібліотеки. Користування ресурсами відкритого доступу є вільним в мережі інтернет.

## Сервіси та послуги
ННМБУ пропонує своїм користувачам широкий спектр послуг та сервісів. Щорічно обслуговує понад 65 тис. спеціалістів та понад 1 тис. установ галузі охорони здоров’я. Щорічна кількість відвідувань бібліотеки складає понад 230 тис.
Система читальних залів включає одну загальну та чотири спеціальні читальні зали, де одночасно можуть працювати близько 300 читачів. Усі видання в загальній читальній залі розміщено у відкритому доступі. Також у бібліотеці діє абонемент, де можна отримати документи в користування поза межами бібліотеки. Щорічно користувачам видається майже 1 млн 430 тис. документів на різних носіях інформації.
Фахівці бібліотеки здійснюють довідково-бібліографічне обслуговування, надають адресні, тематичні, уточнювальні та фактографічні бібліографічні довідки, а також проводять бібліографічні консультації з медицини та суміжних галузей знань. Довідки та консультації надаються в усній та письмовій формах. Прості усні бібліографічні довідки і консультації надаються користувачам безоплатно. Складні бібліографічні довідки і консультації, додаткові бібліографічні послуги — платні.
Користувачі ННМБУ мають доступ до Інтернет як із стаціонарних комп'ютерів, встановлених у бібліотеці, так і з власних ноутбуків, планшетів чи інших пристроїв через бездротовий інтернет Wi-Fi.
Через послугу електронної доставки документів (ЕДД) користувачі можуть замовити доставку та отримати на свою електронну пошту цифрову копію статті, фрагменту чи розділу видання із друкованої колекції чи повнотекстових баз даних, які є в доступі бібліотеки.
Запроваджено сервіс — онлайн довідка, що працює у режимі чату з бібліотекарем. Користувачі можуть отримати довідку про ресурси та послуги бібліотеки в реальному часі онлайн, телефоном чи електронною поштою.
Електронний каталог бібліотеки доступний вільно в інтернет в режимі 24/7. Окрім електронного каталогу ознайомитись із друкованими фондами бібліотеки можна через базу «Нові надходження», яку організовано за 25 тематичними категоріями та через «Віртуальні книжкові виставки».
Бібліотека надає послугу визначення кодів за Універсальною десятковою класифікацією (УДК) на книги, статті та автореферати дисертацій з медицини та суміжних наук.
Унікальною є послуга бібліотеки — якісні фахові двосторонні письмові та усні переклади, а також редагування перекладів науково-медичної літератури і документів іноземними мовами.
ННМБУ надає широкий спектр послуг із копіювання та друку матеріалів: користувачі можуть зробити паперову чи цифрову копію матеріалів, записати файли на флеш-носії чи роздрукувати документи. Цифрові копії також можуть бути надіслані на е-пошту користувача.
ННМБУ пропонує всім бажаючим оглядові екскурсії, на яких можна ознайомитись з історією бібліотеки, з основними ресурсами і послугами, а також історією будівлі – пам’яткою архітектурного та дизайнерського мистецтва XIX століття, будинком родини відомих цукрозаводчиків та меценатів Терещенків.

## Наукова і видавнича діяльність
ННМБУ є центром галузевої медичної бібліографії і видає бібліографічні покажчики як поточного, так і ретроспективного характеру з найбільш актуальних медичних проблем, проводить дослідження за напрямом медичної біографістики.
Перший бібліографічний покажчик було видано наприкінці 1938 р., коли інститути клінічної фізіології, експериментальної біології та патології АН УРСР разом з інститутом клінічної медицини НКОЗ УРСР провели спільну конференцію з проблем ґенезу і профілактики старіння. Покажчик було включено до видання «Старость. Труды конференции по проблемам генеза старости и профилактики преждевременного старения организма». Збір і обробку 855 джерел покажчика здійснили бібліографи-консультанти, серед яких сестра Лесі Українки Ольга Косач-Кривинюк.
З 1960 р. бібліотека створює біобібліографічні посібники, присвячені видатним медикам України, і у своєму доробку має своєрідну бібліографічну галерею портретів вчених, виданих у серіях.
З 1971 до 2016 р. ННМБУ видає серію анотованих покажчиків «На допомогу практикуючому лікарю» з основних медичних спеціальностей.
В рамках довгострокової програми «Документальна пам'ять України» бібліотекою розробляється наукова тема «Медична україніка як складова частина документальної пам'яті України». В межах цієї теми, із середини 90-х років ХХ ст., бібліотека випускає серію біобібліографічних словників «Медицина в Україні» під загальною назвою «Медична біографістика».
У 2010 р. було видано покажчик «Товариство київських лікарів» до 170-ї річниці від дня заснування Товариства і започатковано видання серії «Товариство київських лікарів в особах».
З 2015 р. бібліографічний посібник Календар знаменних і пам'ятних дат «Імена в медицині у відгомоні часу», окрім друкованої, має також розширену онлайн версію і доступний на вебсайті бібліотеки.
У 2021 р. фахівцями ННМБУ підготовлено перший випуск науково-допоміжного бібліографічного покажчика «Медичне забезпечення антитерористичної операції/операції Об’єднаних сил» присвяченого актуальним проблемам розвитку системи медичного забезпечення Збройних сил України під час проведення АТО/ООС (2014–2021).
З 2021 р. фахівці ННМБУ видають електронний інформаційний дайджест «Актуальні напрями медицини». Дайджест містить інформацію про нові друковані видання, що зберігаються у фондах ННМБУ; вітчизняні джерела, представлені в українських базах даних; іноземні джерела з передплачених баз даних (EBSCO, Web of Science). Інформацію в дайджесті структуровано за актуальними напрями медицини: алергологія, вакцинація, профілактика неінфекційних захворювань, медицина невідкладних станів, медсестринська справа, орфанні захворювання, паліативна та хоспісна допомога, профілактика та лікування психічних захворювань, сімейна медицина, туберкульоз, косметологія і практична хірургія, стоматологія, військова медицина, офтальмологія.
Джерельна база подається трьома мовами: українською, англійською, польською та російською. Усі джерела, крім друкованих видань з фондів ННМБУ, містять гіперпосилання на повнотекстові ресурси. З друкованими виданнями можна ознайомитися, відвідавши бібліотеку.

### Проєкт корпоративної каталогізації
З 2004 р. ННМБУ координує проєкт корпоративної каталогізації медичних бібліотек України. В межах проєкту започатковано Систему корпоративної каталогізації та Зведений електронний каталог медичної періодики. На основі зведеного каталогу працюють міжбібліотечні сервіси електронної доставки документів та міжбібліотечного абонементу. Проєкт відкритий для участі медичних бібліотек України.

### Міжнародна співпраця
Національна наукова медична бібліотека України є активною учасницею світового бібліотечного та наукового процесу. Бібліотека приділяє велику увагу питанням розширення та зміцнення співробітництва з бібліотеками, інформаційними установами, науково-освітніми організаціями та ін. країнами близького й далекого зарубіжжя. Це сприяє створенню її позитивного іміджу не лише в Україні, а й на міжнародному рівні. 
Основними напрямами міжнародного співробітництва ННМБУ є міжнародний книгообмін, спільна організація та проведення наукових заходів, обмін досвідом через професійно-освітні візити, благодійні та грантові проєкти на розвиток ННМБУ від міжнародних та закордонних партнерів.
Бібліотека, як науково-методичний центр мережі медичних бібліотек, щорічно організовує та проводить науково-практичні конференції, семінари, круглі столи з актуальних питань бібліотечної справи. Відповідно до Реєстру з'їздів, конгресів, симпозіумів та науково-практичних конференцій МОЗ України, ННМБУ щорічно проводить Міжнародну науково-практичну конференцію.

### Членство в професійних організаціях
ННМБУ — офіційний партнер Української бібліотечної асоціації. З 2014 року в УБА діє Секція працівників медичних бібліотек, роботу якої координує ННМБУ.
Бібліотека є членом Асоціації «Інформатіо-Консорціум», яка працює в напрямі організації доступу до наукових електронних ресурсів.

## Польська медична бібліотека імені професора Збігнєва Реліги в ННМБУ
Польська медична бібліотека імені професора Збігнєва Реліги працює на базі відділу міжнародної інформації та зарубіжних зв`язків Національної наукової медичної бібліотеки України.
У 2010 р. за підтримки Посольства Польщі в Україні було започатковано спільний міжнародний проєкт Національної наукової медичної бібліотеки України та Окружної лікарської палати у Варшаві. Результатом проєкту стало створення у 2016 р. Польської медичної бібліотеки. 
У 2017 р. бібліотеці було присвоєно ім`я всесвітньо відомого польського вченого-кардіохірурга, професора Збігнєва Реліги, який першим у Польщі здійснив пересадку серця. 
За сприяння Фундації польських кардіохірургів та за згодою дружини видатного польського кардіохірурга Збігнєва Реліги бібліотека отримала видання з його особистої колекції. 
У рамках україно-польської співпраці надходять книги та журнали польських видавництв з різних проблем медицини як польською, так і англійською мовами. Інформацію про усі видання представлено в картковому та електронному каталогах бібліотеки. Для користувачів літературу розміщено у відкритому доступі.